# Халід Ат-Темаві
Халід Ат-Темаві (араб. خالد عبد الرحمن التيماوي الشمري, нар. 19 квітня 1969, Хаїль) — саудівський футболіст, що грав на позиції півзахисника за клуб «Аль-Хіляль» та національну збірну Саудівської Аравії.
У складі збірної — володар Кубка Азії з футболу. 

## Клубна кар'єра
У дорослому футболі дебютував 1990 року виступами за команду «Аль-Хіляль», кольори якої і захищав протягом усієї своєї кар'єри гравця, що тривала дванадцять років. 

## Виступи за збірну
1993 року дебютував в офіційних матчах у складі національної збірної Саудівської Аравії.
У складі збірної був учасником кубка Азії 1996 року в ОАЕ, здобувши того року титул переможця турніру. Наступного року брав участь у домашньому для саудівців розіграші Кубка конфедерацій.
Загалом протягом кар'єри в національній команді, яка тривала 7 років, провів у її формі 68 матчів, забивши 8 голів.

## Титули і досягнення
- Володар Кубка Азії з футболу (1): 1996